# Сержант Михайло Русланович
Миха́йло Русла́нович Сержа́нт (2002—2023) — український військовослужбовець, учасник російсько-української війни.

## З життєпису
Народився 2002 року в селі Панівці Чортківського району Тернопільської області.
У часі війни — водій обслуги мінометного взводу.
Загинув 20 лютого 2023 року в бою біля Малої Токмачки Запорізької області.
Похований 24 лютого 2023-го в селі Панівці.

## Нагороди
- Орден «За мужність» II ступеня[1].
- Орден «За мужність» III ступеня.